# Georg Ludwig von Edelsheim
Georg Ludwig von Edelsheim (* 22. Juni 1740 in Hanau; † 1. Dezember 1814 in Karlsruhe) war ein badischer Minister.

## Leben

### Familie
Georg Ludwig von Edelsheim entstammt dem hanauischen Geschlecht der Edelsheim und wurde als Sohn des Philipp Reinhard von Edelsheim (* 27. Juli 1695; † 11. Juli 1772) und der Friederike Freiin von Zeschlin (* 1703; † 19. Januar 1761) geboren. Sein Bruder war der Politiker Wilhelm von Edelsheim.
Georg Ludwig heiratete 1773 Adelheid von Keyserlingk (* 3. Juli 1744; † 12. Juni 1818), Tochter von Dietrich von Keyserlingk (1698–1745), einem Vertrauten von Friedrich II., und dessen Ehefrau Eleonore (1720–1755). Gemeinsam hatten sie drei Kinder:
- Wilhelm von Edelsheim (* 31. August 1774; † 1. Oktober 1840 in Karlsruhe), großherzoglicher badischer Wirklicher Geheimrat, Oberstkämmerer, Oberzeremonienmeister und königlich preußischer Kammerherr, verheiratet mit Frederike (* 5. Oktober 1803; † 28. August 1866 in Karlsruhe), Tochter von Ernst von Gemmingen-Hornberg (1759–1813), Komponist und dessen Ehefrau Henriette von Holle (1771–1814), Oberhofmeisterin der Großherzogin von Baden, ihr gemeinsamer Sohn war der spätere General Leopold von Edelsheim-Gyulai;
- Adelheid Wilhelmine Luise von Edelsheim (* 9. März 1778; † 16. Februar 1830), verheiratet mit Graf Karl von Einsiedel (* 9. März 1770 in Wolkenburg; † 25. März 1841 in Nürnberg), königlich sächsischer Gesandter in München;
- Julie Marie Anna (* 17. Februar 1779; † 26. Februar 1830); verheiratet mit Ignác Gyulay.

### Werdegang
Georg Ludwig studierte in Göttingen, Straßburg und Genf und hielt sich anschließend vorübergehend in Gotha auf. Auf Empfehlung der Schwester von Friedrich II., Philippine Charlotte von Preußen, wurde er mit einer geheimen Mission betraut, die zur Einleitung von Verhandlungen über einen Sonderfrieden mit Frankreich im Februar 1760 dienten. Dies führte ihn nach Paris und London, und auch wenn die Verhandlungen in der Folge scheiterten, gewann er aufgrund seines taktvollen Auftretens das Vertrauen und die Gunst von Friedrich II.
Im Mai 1761 wurde er Sekretär bei der preußischen Gesandtschaft in London und 1763, nach dem Hubertusburger Frieden zur weiteren Ausbildung dem Berliner Ministerium des Auswärtigen zugeteilt. 1771 wurde er in Wien Nachfolger des preußischen Gesandten Jakob Friedrich von Rohd (1703–1784), den er bereits in der Vergangenheit gelegentlich vertreten hatte.
Nach dem Tod seines Vaters reichte er Ende 1773 sein Abschiedsgesuch ein und kehrte nach Hanau zurück, um die Verwaltung des ihm zugefallenen Gutes zu übernehmen.
Im April 1778 erhielt er bereits wieder eine neue Aufgabe von Friedrich II. Er sollte an den kleineren mittel- und süddeutschen Höfen (Weimar, Gotha, Kassel, Darmstadt und Karlsruhe), unter Hinweis auf die österreichischen Übergriffe, sondieren, ob diese bereit wären sich enger an Preußen zu binden. Hierzu sollten die Höfe mit dem Kurfürstentum Braunschweig-Lüneburg und Kurköln in Verbindung treten, um die Möglichkeiten eines Zusammenschlusses des sächsischen und des westfälischen Kreises zu besprechen. Die Verhandlungen verliefen zunächst erfolglos, weil Frankreich diesem Unternehmen misstrauisch gegenüberstand; durch den Abschluss des Teschener Friedens wurden sie dann auch gegenstandslos, allerdings bereiteten sie den Grund für den späteren Fürstenbund.
Im April 1784 folgte er dem Ruf des Markgrafen Karl Friedrich und siedelte nach Karlsruhe über, dort wurde er zum Oberst-Kammerherrn und Wirklichen Geheimrat ernannt und mit der Vertretung Badens als Kreisgesandter beim Schwäbischen Kreis beauftragt. 1792 wurde er zum Präsidenten des neu gegründeten Revisionsgerichts ernannt.
Nach dem Tod seines Bruders ernannte ihn der Markgraf Karl Friedrich am 28. April 1794 zu dessen Nachfolger als Minister für auswärtige Angelegenheiten. Im Herbst war er noch für die Idee eines gegen Frankreich gerichteten Fürstenbundes, sah sich jedoch nach dem Abschluss des Basler Friedens gezwungen, eine Politik des separaten Friedens zu betreiben; der Abschluss eines Sonderfriedens mit der Republik legte dann auch den Grund einer Gebietsvergrößerung Badens in den Jahren von 1803 bis 1810.
Während der französischen Invasion 1796 flüchtete der Markgraf nach Triesdorf und Georg Ludwig führte an der Spitze des Geheimen Rates die Geschäfte der Regierung. Vom Herbst 1797 bis April 1799 nahm er als badischer Subdelegierter an den Verhandlungen des Rastatter Kongresses teil und war an einer Erklärung zur Ermordung einiger französischer Gesandter beteiligt. Im Frühjahr 1801 entsandte ihn Markgraf Karl Friedrich nach Paris, um dort in Vertretung des erkrankten Gesandten von Sigismund von Reitzenstein, die Verhandlungen zur Entschädigungsfrage Badens zu leiten.
Nach dem Abschluss des Basler Friedens distanzierte er sich von der preußischen Politik und war überzeugt, dass die Neutralität nicht gewahrt werden könne, und die Pflicht zur Selbsterhaltung den Anschluss an Frankreich gebiete; so unterzeichnete er im Herbst 1805 das Bündnis mit Napoleon. In der Rheinbundzeit verlor er zusehends seinen Einfluss auf die auswärtige Politik des Großherzogtums und die Leitung der Geschäfte, die er zwar offiziell noch innehatte, gingen jedoch tatsächlich auf die Politiker Sigismund von Reitzenstein, Wolfgang Heribert von Dalberg und Conrad Karl Friedrich von Andlau-Birseck über.
Vor seinem Tod erhielt er noch die Genugtuung, den Zusammenbruch des ersten französischen Kaiserreichs zu erleben.
Sein Nachfolger wurde Ludwig Wilhelm Alexander von Hövel.

## Schriften (Auswahl)
- Georges Adam Junker; Johann Nicolaus Funck; Georg Ludwig von Edelsheim; Pockwitz und Barmeier: Fragmenta XII. Tabularvm Ex Restitvtione Cel. Fvncii Ad Optima Antiqvitatis Monvmenta Diligentissime Expressa/ Cvm Perspicva Paraphrasi In Vsvm Lectionvm Academicarvm Recvdi Cvravit Georgivs Adamvs Ivnker Ph. D. Et I.V.C. Reg. Societ. Tevt. Goetting. Membr. Ord. Perillvstrivm LL. BB. AB Edeslheim Ephorvs. Svmptibvs Pockwitzii Et Barmereri, 1756.
- Christian Conrad Wilhelm von Dohm; Christian Hartmann Samuel von Gatzert; Friedrich zu Solms-Laubach; Otto Heinrich von Gemmingen-Hornberg; Ludwig von Taube; Franz Joseph von Albini; Johann Nepomuk von Rechberg; Georg Ludwig von Edelsheim; Joseph Barbaczy: Gemeinschaftliche Erklärung mehrerer ansehnlichen Gesandtschaften zu Rastadt über die Ermordung der französischen Gesandten und die übrigen dabei vorgekommenen Umstände: Nebst Beilagen; Nach einer glaubwürdigen Abschrift. 1799.